# Lijst van schilderijen in het Rijksmuseum Amsterdam/Ja-Jm
Lijst van schilderijen in het Rijksmuseum Amsterdam met werken van schilders van wie de achternaam begint met de letters Ja t/m Jm. Vermeldingen in het grijs geven aan dat het werk geen deel meer uitmaakt van de collectie van het Rijksmuseum, bijvoorbeeld omdat het in bruikleen gegeven is aan een andere instelling of omdat het teruggegeven is aan de bruikleengever.
| Inventarisnummer | Toeschrijving                                  | Titel | Datering      | Afbeelding |
| ---------------- | ---------------------------------------------- | --- | ------------- | ---------- |
| SK-C-402         | Dirck Jacobsz.                                 | Een groep schutters, 1529                                                                                  | 1529          |            |
| SK-A-3924        | Dirck Jacobsz.                                 | Portret van Pompeius Occo                                                                                  | 1531          |            |
| SK-C-377         | Dirck Jacobsz.                                 | Schutters van rot E van de Kloveniersdoelen in Amsterdam                                                   | 1563          |            |
| SK-C-1178        | Omgeving van Dirck Jacobsz.                    | Schutters van Rot E                                                                                        | 1554          |            |
| SK-C-621         | Trant van Dirck Jacobsz.                       | Schutters van Rot B van de Kloveniersdoelen in Amsterdam                                                   | 1556          |            |
| SK-C-376         | Trant van Dirck Jacobsz.                       | Schutters van rot B van de Sint-Jorisdoelen in Amsterdam                                                   | 1559          |            |
| SK-A-2696        | Juriaen Jacobsz.                               | Michiel de Ruyter en zijn familie                                                                          | 1662          |            |
| SK-A-2814        | Lambert Jacobsz.                               | De profeet van Bethel ontmoet de man Gods uit Juda                                                         | 1629          |            |
| SK-A-2269        | Diederik Franciscus Jamin                      | De treurende weduwe                                                                                        | Ca. 1860-1865 |            |
| SK-A-2286        | Diederik Franciscus Jamin                      | Het gebed voor de overledene                                                                               | 1864          |            |
| SK-A-1842        | F. Jansen                                      | Een kortegaard                                                                                             | Ca. 1635-1640 |            |
| SK-A-1534        | Frits Jansen                                   | Zomernamiddag                                                                                              | 1880          |            |
| SK-A-189         | Johannes Janson                                | Het Huis te Heemstede                                                                                      | 1766          |            |
| SK-A-1052        | Johannes Christiaan Janson                     | Goede buren                                                                                                | 1780-1810     |            |
| SK-C-156         | Johannes Christiaan Janson                     | Een vrouw die brood snijdt                                                                                 | 1800-1823     |            |
| SK-C-1179        | Cornelis Janssens van Ceulen                   | Portret van Jan Cornelisz. Geelvinck                                                                       | 1646          |            |
| SK-A-1928        | Cornelis Janssens van Ceulen                   | Portret van Joan Pietersz. Reael                                                                           | 1648          |            |
| SK-A-3857        | Cornelis Janssens van Ceulen                   | Portret van Johan van Someren                                                                              | 1650          |            |
| SK-A-3858        | Cornelis Janssens van Ceulen                   | Portret van Elisabeth Vervoorn                                                                             | 1650          |            |
| SK-A-921         | Cornelis Janssens van Ceulen                   | Portret van Jan Boudaen Courten, heer van St. Laurens, Schellach en Popkensburg                            | 1668          |            |
| SK-A-3928        | Toegeschreven aan Cornelis Janssens van Ceulen | Portretten van Johan Servaes van Limburg en Cornelia Craen van Haeften, vrouwe van Schorrestein            | 1663-1678     |            |
| SK-A-3929        | Toegeschreven aan Cornelis Janssens van Ceulen | Portretten van Johan Servaes van Limburg en Cornelia Craen van Haeften, vrouwe van Schorrestein            | 1663-1678     |            |
| SK-A-1879        | Louis Aimé Japy                                | Landschap met watermolen                                                                                   | 1874          |            |
| SK-A-2504        | Johannes Jelgerhuis                            | Het Rapenburg te Leiden drie dagen na de ontploffing van het kruitschip op 12 januari 1807                 | 1807          |            |
| SK-A-1055        | Johannes Jelgerhuis                            | De Amsterdamse buitensingel bij de Leidsepoort, gezien vanuit de schouwburg                                | 1813          |            |
| SK-A-2713        | Johannes Jelgerhuis                            | Interieur van het 'Stoockhuys' van apotheker A. d'Ailly bij het bolwerk aan de Zaagmolenpoort te Amsterdam | 1818          |            |
| SK-A-2714        | Johannes Jelgerhuis                            | Interieur van het 'Stoockhuys' van apotheker A. d'Ailly                                                    | 1818          |            |
| SK-A-662         | Johannes Jelgerhuis                            | De winkel van boekhandelaar Pieter Meijer Warnars op de Vijgendam in Amsterdam                             | 1820          |            |
| SK-A-1053        | Johannes Jelgerhuis                            | De kleine vismarkt op de hoek van de Brouwersgracht en het Singel te Amsterdam                             | 1826          |            |
| SK-A-1054        | Johannes Jelgerhuis                            | Een straat in Amersfoort                                                                                   | 1826          |            |
| SK-A-2389        | Johannes Jelgerhuis                            | Portret van Frits Rosenveldt                                                                               | 1827          |            |